# Non-Stop New York
Non-Stop New York é um filme policial e ficção científica produzido no Reino Unido, dirigido por Robert Stevenson e lançado em 1937. O roteiro é baseado no livro Sky Steward de Ken Attiwill no qual uma mulher que pode livrar um homem inocente de uma acusação de assassinato é perseguida por gangsters em um luxuoso transatlântico voador.